# Въведение Богородично (Росоки)
Вижте пояснителната страница за други значения на Въведение Богородично.
„Въведение на Пресвета Богородица“ или „Света Богородица Пречиста“ (на македонска литературна норма: „Воведение на Пресвета Богородица“) е възрожденска църква в дебърското село Росоки, Северна Македония. Църквата е част от Дебърско-Реканското архиерейско наместничество на Дебърско-Кичевската епархия на Македонската православна църква – Охридска архиепископия. Църквата е изградена в 1834 - 1835 година.
Над южната врата отвътре има надпис:
| „ | Во имѧ оца и сина и стаго дха созда се сеи бжествени храмъ Ввоведенїе престіѧ Богородици. Во оно време, беше ктиторъ Коло Кех со си православни христиѧни росочани. Тога беше свѧщенодѣиствителъ Исаиѧ їереи. Гдъ да сохранит храма сего невредимо аминъ. Изъ руки Дича ѿ Тресанче | “ |

В църквата работи видния дебърски майстор Дичо Зограф, като престолните икони в храма от 1844 – 1845 година са първите му по-значими дела. Дичо изработва иконите Исус Христос Цар и Велик архиерей, Свети Йоан Предтеча, подписани и датирани в 1844 година, и Света Богородица Одигитрия, подписана и датирана в 1845 година. Дичо Зограф повторно се връща да работи в храма в 1850 година, като изработва празничните икони за иконостаса и стенописа „Въведение Богородично“ в нишата над входната врата. За това свидетелства ктиторският надпис над южния вход. За този храм Дичо Зограф получава поръчки чак до 1854 година, между които се отличава иконата на Богородица с Исис и седемте допоясни изображения на светци в долния дял от 1851 година и свети Харалампий от вратата на дяконикона, подписана и датирана март 1852 година.